# مجلة شؤون أدبية
 مجلة شؤون أدبية مجلة ثقافية فصلية تصدر كل ثلاثة أشهر عن اتحاد كتاب وأدباء الإمارات ، تعنى المجلة بكل أنواع الأدب من سرد قصصي وشعر ونقد ودراسات، صدر العدد الأول منها عام 1986 وكان المشرف العام عليها الأديب علي أبو الريش.
صدر العدد 62 من المجلة شتاء 2012 والآن يرأس تحريرها حبيب الصايغ رئيس مجلس إدارة اتحاد كتاب وأدباء الإمارات ويدير تحريرها عبد الإله عبد القادر المدير التنفيذي لمؤسسة سلطان بن علي العويس الثقافية .

## العدد الأول
جاء في الفقرة الأولى من مقدمة العدد الأول الصادر عام 1986 ما يلي :
من هنا نبدأ ...
نحاول أن نجمع شعاع الشمس لنطرز منه خطابا يليق بنا نكونه ويكوننا، نحاول أن نفتح بأزميل الكتابة كوة في جدار العزلة والاغتراب، تمرق منها إلى حيث تتشكل ملامحنا وهويتنا التي نريد .
نحاول أن نصل إلى الآخرين وأن نتيح للآخرين الوصول إلينا، نلغي المسافات ونذيب المساحة الفاصلة كي نلتقي في بؤرة تعطينا الدفء واليقين والحرية، تحت سقف الإبداع اللا محدود وفي فضاء تطلقه أحلامنا ووعودنا، غير محكومين إلا بالصدق والتوجه الجاد نحو مرافئ الإبداع غير المتناهية وإلى شفاف المستقبل . ننسج من همومنا الساخنة قصة، قصيدة، ونشكل من واقعنا القاسي مجرى للينابيع الدفينة ونكوّن فضاءات للريح .
وهذا المنبر الذي أراده اتحاد كتاب وأدباء الإمارات معبّرا عن طموحاته وآماله التي راودت جيل الشباب من الأدباء والكتاب جاء ليكون لهم صوتاً متفرد الواقع، فـ «شؤون أدبية» ليست منبراً آخر يضاف إلى منابر الكلمة المعبرة عن طموحات الكاتب العربي وآماله في حياة أكثر إشراقاً، لا نريدها كذلك فحسب بل نريدها إضافة ثقافية نوعية على مستوى الجودة والتأصيل والإبداع .

## رؤساء تحريرها
تعاقب عدد لا بأس به من رؤساء التحرير على المجلة نورد هنا أسمائهم والأعداد التي صدرت أثناء وجودهم في رئاسة المجلة

### علي أبو الريش
- الأعداد 1 - 6

### د.محمد عبدالله المطوع
- الأعداد 7 - 11
- ومن ثم 25 - العدد المزدوج 29-30
- ومن ثم 36 - 44

### مريم جمعة فرج
- الأعداد 12 - 14

### سلمى مطر سيف
- الأعداد 15 - 18

### عبد الحميد أحمد
- الأعداد 19 - 24

### إبراهيم الهاشمي
- الأعداد 31 - 33

### احمد محمد عبيد
- العدد المزدوج 34-35

### د.إبراهيم علان
- العددان 45 - 46

### حارب الظاهري
- الأعداد 47 - 54

### إبراهيم مبارك
- الأعداد 55 - العدد المزدوج 65-75

### حبيب الصايغ
- الأعداد 58 - 62